# 欲色鬼
欲色鬼，又名迦摩，俗稱的如意夜叉。《正法念處經·餓鬼品》裡描述，因色得財之男女死後會受其果報進入餓鬼道，樣貌能隨目標變化，藉以迷惑及吸食人類的精氣，清康熙年間蒲松齡所著的《聊齋志異》裡，描述到勾引人的妖怪似此形象。

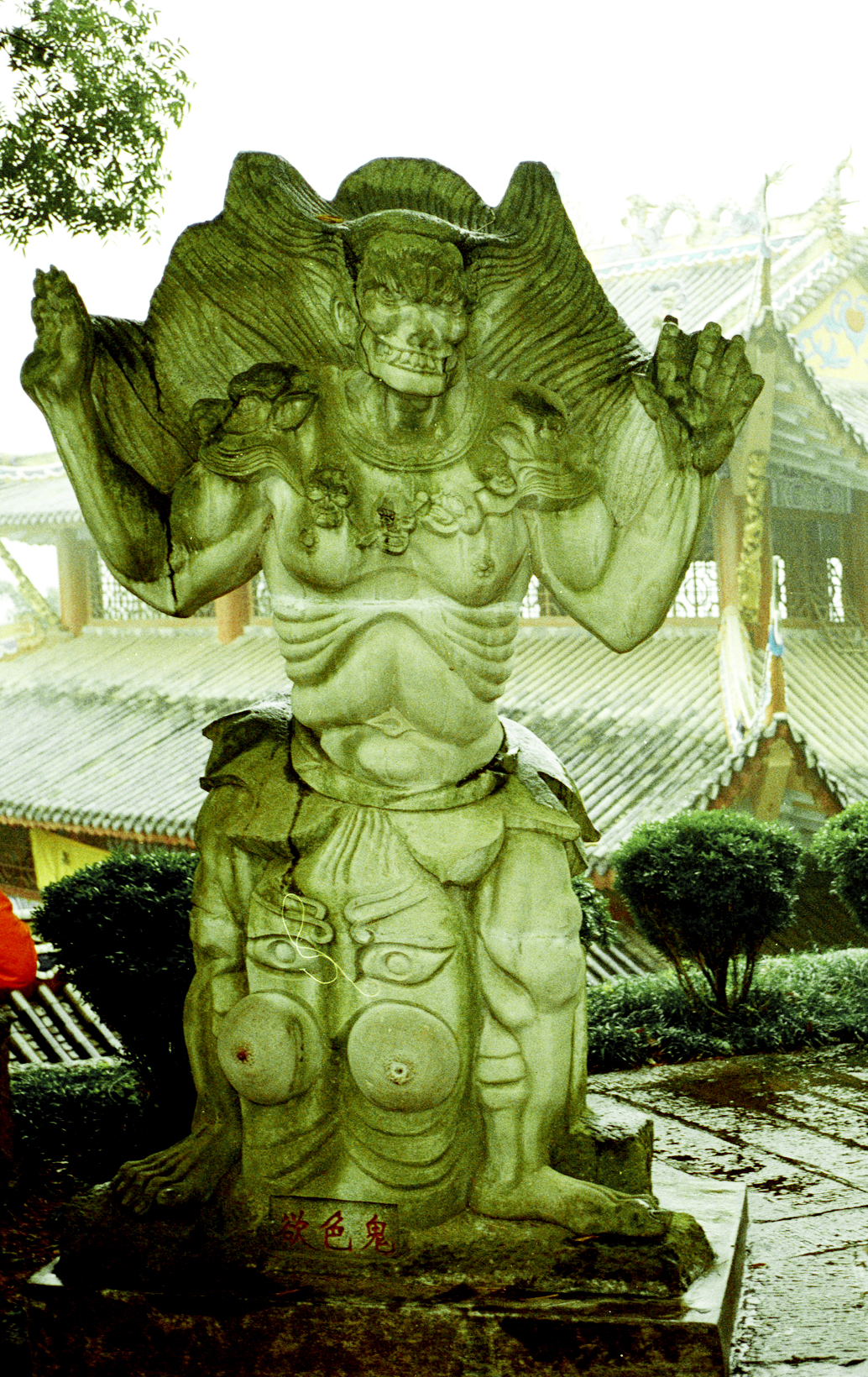
丰都鬼城欲色鬼

## 参看
中国妖怪列表